# Atanazy (biskup koptyjski)
Atanazy (imię świeckie Bernard Canepa, ur. 7 maja 1933 w Jullouville) – duchowny Koptyjskiego Kościoła Ortodoksyjnego, od 2016 metropolita Francji.

## Życiorys
Urodził się w katolickiej rodzinie. Po konwersji wstąpił 4 maja 1973 do monasteru św. Paisjusza. Święcenia kapłańskie przyjął 6 maja 1973. Sakrę biskupią otrzymał 19 czerwca 1994 jako biskup Francji z imieniem Atanazy. W 2016 został podniesiony do godności metropolity.